# Asdhoo
Asdhoo är en ö i Norra Maléatollen i Maldiverna. Den ligger i den centrala delen av landet, 40 km norr om huvudstaden Malé. Den ingår i den administrativa atollen Kaafu. På ön fanns tidigare en turistanläggning, men ingen fastboende befolkning, varför ön officiellt räknas som obebodd. 